# Dolmen des Fourques
Le dolmen de Fourques est un dolmen situé à La Couvertoirade, dans le département de l'Aveyron en France.

## Description
Le dolmen est ruiné mais il avait probablement à l'origine un plan en « q ». L'orthostate ouest (1,70 m de long sur 0,85 m de haut et 0,25 m d'épaisseur) est effondré à l'intérieur de la chambre mais celui de l'est (2,20 m de long sur 0,90 m de haut et 0,15 m d'épaisseur) est encore en place. La dalle de chevet a disparu, elle correspond peut-être à deux fragments de dalle rejetés hors de la chambre. Le couloir mesure 0,75 m de  de large. Il est délimité par deux dalles coté est, dont une encore en place et l'autre inclinée, et par une unique dalle côté ouest renversée vers l'intérieur et soutenant désormais la dalle du côté opposé. Le tumulus semble de forme circulaire (environ 12 m de diamètre).
Aucun mobilier archéologique associé n'est connu.